# Отцы и дети (фильм, 1958)
«Отцы и дети» — советский полнометражный цветной художественный фильм, поставленный на Киностудии «Ленфильм» в 1958 году режиссёрами Адольфом Бергункером и Натальей Рашевской по одноимённому роману И. С. Тургенева.
Премьера фильма в СССР состоялась 4 мая 1959 года.

## В ролях
- Базаровы:
Виктор Авдюшко — Евгений
Николай Сергеев — Василий Иванович
Екатерина Александровская — Арина Власьевна
- Кирсановы:
Эдуард Марцевич — Аркадий
Алексей Консовский — Николай Петрович
Бруно Фрейндлих — Павел Петрович
- Изольда Извицкая — Фенечка (Федосья Николаевна)
- Алла Ларионова — Анна Сергеевна Одинцова
- Валентина Буланова — Екатерина Сергеевна (Катя) Локтева, её сестра
- Георгий Вицин — Виктор Ситников
- Людмила Макарова — Авдотья Никитична Кукшина
- Нина Дробышева — Дуняша, няня

## Съёмочная группа
- Авторы сценария — Александр Витов, Наталья Рашевская
- Постановка — Адольф Бергункер, Наталья Рашевская
- Главный оператор — Анатолий Назаров
- Главный художник — Игорь Вускович
- Режиссёр — Вадим Терентьев
- Композитор — Венедикт Пушков